# 薩貝區

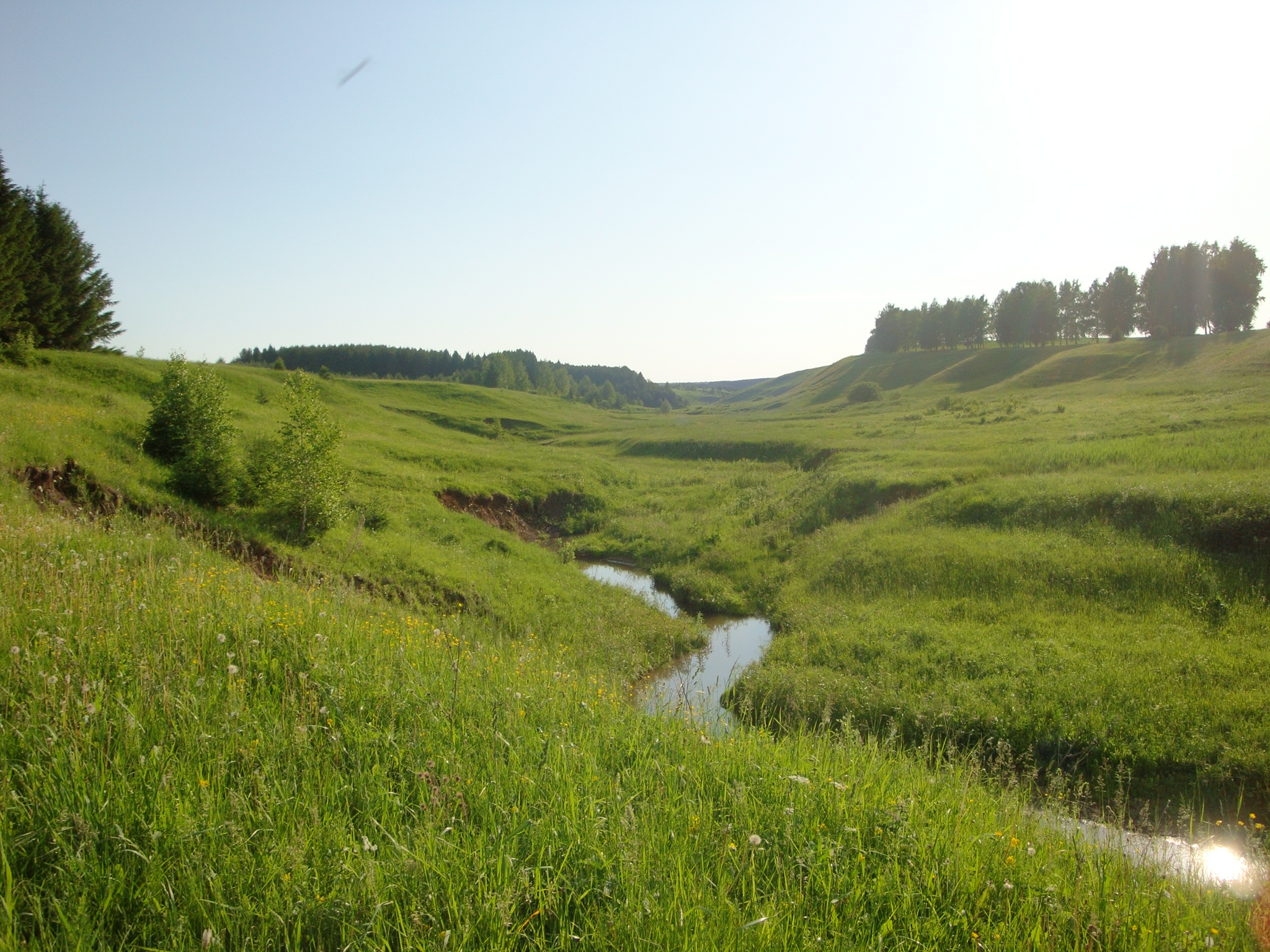

56°01′N 50°28′E / 56.017°N 50.467°E
薩貝區（俄语：Сабинский район），是俄羅斯的一個區，位於該國西部，由韃靼斯坦共和國負責管轄，面積1,097.7平方公里，2010年人口31,038，人口密度每平方公里28.28人。